# Solarpark Spremberg
Der Solarpark Spremberg ist ein Solarpark im Osten der Stadt Spremberg im Land Brandenburg.

## Standort
Der Solarpark, mit einer Größe von 19 ha, wurde auf einer bis zum 18. Juni 1992 militärisch genutzten Fläche errichtet. Sämtliche vorhandenen Gebäude, die bis dahin zum 14. Panzerregiment der 7. Panzerdivision der NVA und später zur Bundeswehr gehörten, wurden in den folgenden Jahren, bis auf die äußeren Begrenzungsmauern, zurückgebaut.

## Aufbau
Im Juni 2010 wurde von der Firma „thermovolt AG“ aus Rostock mit dem Aufbau der insgesamt 24.000 Silizium-Module begonnen.
Verbaut wurden dabei kristalline Module von der Firma Moser Baer.
Konzipiert und projektiert wurde die Anlage, mit einem Gesamtinvestitionsvolumen von 16 Millionen Euro, von der Q-Cells SE.
Investor der Anlage ist die HEP-Kapital GmbH aus Heilbronn.
Nach ersten Pressemeldungen vom Januar 2008 sollte ursprünglich die Firma „Daedalus Bioenergie GmbH“, ein extra zu diesem Zweck gegründetes Tochterunternehmen der „Peitzer Daedalus Consult & Engineering GmbH“, die Solaranlage errichten und betreiben.
Am 6. August 2010 wurde der Solarpark in der Forster Landstraße in Betrieb genommen.

## Leistung
Die Anlage hat eine Leistung von 5,3 MWp. Damit wäre es theoretisch möglich, 1900 Durchschnittshaushalte mit elektrischer Energie zu versorgen.